# 시너지 (밴드)
시너지(Sinergy)는 핀란드의 헤비 메탈 밴드이다.